# Bogdanți, Razgrad
Bogdanți (în bulgară Богданци) este un sat în comuna Samuil, regiunea Razgrad,  Bulgaria. 

## Demografie
Componența etnică a satului Bogdanți
     Nicio identificare (100%)
     Altele (0%)
La recensământul din 2011, populația satului Bogdanți era de 514 locuitori. . Pentru 100,0% din locuitori nu este cunoscută apartenența etnică.